# SALADYN
Pour l’article ayant un titre homophone, voir Saladin.
SALADYN (pour Sediment transport And Landscape Dynamics, en chinois 地貌过程与景观动力学法, en français dynamique du transport de la matière et des paysages) est un laboratoire international associé franco-chinois dans le domaine de la géophysique fondé en 2013 par la collaboration de plusieurs organismes et universités,,,. Ce projet de recherche collaborative s'est déroullé entre janvier 201è et décembre 2020.

## Création
À l’occasion de la visite en République populaire de Chine de François Hollande, l’accord de création du laboratoire est cosigné le 26 avril 2013 par Geneviève Fioraso et Wan Gang.

## Objectifs
Le projet étudie « la dynamique du transport de matière à la surface du globe et la façon dont se mettent en place et évoluent les paysages », en particulier en Asie. Les participants aux projet s'intéressent en particulier à la dynamique des dunes, le changement de forme des rivières et les liens entre érosion et la dynamique des écoulements.

## Principaux membres fondateurs
- Centre national de la recherche scientifique
- Institut de physique du globe de Paris
- Université Paris VII - Diderot
- École normale supérieure (Paris)
- École normale supérieure de Lyon [8]
- Université Claude-Bernard Lyon 1
- Université Lyon-II
- Université de Rennes 1
- Chinese Academy of Sciences
- Cold and Arid Regions Environmental and Engineering Research Institute
- Institute of Geochemistry, Chinese Academy of Sciences
- Université de Lanzhou
- Xinjiang Institute of Ecology and Geography
- Tianjin Normal University (en)